# Station Castleton Moor
Castleton Moor is een spoorwegstation van National Rail in Castleton, Scarborough in Engeland. Het station is eigendom van Network Rail en wordt beheerd door Northern Rail. 